# 가스미가세키역 (사이타마현)
가스미가세키역(일본어: 霞ヶ関駅)은 일본 사이타마현 가와고에시에 있는 철도역이다.

## 역 구조
섬식 승강장 1면 2선 지상역이며 교상역사를 가진다.
정기 매표장이 설치되어 승강장 위에는 매점 "access"가 있다. 개찰구 층과 승강장, 북문, 남문 사이는 계단 외 에스컬레이터, 엘리베이터로 연결된다.
과거의 역사는 2층에서 승강장을 지하 통로에서 연결되었다. 2005년에 현행의 교상 역의 공용을 개시해 2006년에는 새로 북쪽 출구가 개설됐다. 남쪽 출구 측에는 역 건물이 건설되었다.

### 승강장
| 1 | ■ 도조 본선 | 사카도·신린코엔·오가와마치 방면                                                                                               |
| 2 | ■ 도조 본선 | 가와고에·시키·와코 시·이케부쿠로 방면 ○ 지하철 유라쿠초 선 나가타초·신키바 방면 ○ 지하철 후쿠토신 선 신주쿠 3초메·시부야 방면 |

## 역 주변

### 남구
- 택시 승강장
- 가와고에 경찰서
- 가스미가세키 고등학교
- 시영 가스미가세키 역 남구 주륜장
- 도쿄 국제대학
- 가와고에 가스미가세키기타 우체국

### 북구
- 주차장
- 시영 가스미가세키 역 북구 주륜장
- 가와고에니시 문화회관
- 일본 항공고등학교

## 역사
- 1916년 10월 27일: 마토바역으로 영업 개시.
- 1930년 1월 14일: 가스미가세키역으로 개명.
- 2005년 11월 16일: 교상역사 공용개시.
- 2006년 7월 15일: 북쪽 출구 및 북쪽 출구의 광장 공용 개시.

## 역명의 유래
당역 주변은 그 옛날, 가마쿠라 가도에 있었다고 하는 "가스미가세키"에 연관되어, 메이지 시대에 마을제가 시행된 이루마군 "가스미가세키 마을"이 되었다. 그런데 역은 당초 가와고에번의 마토바에 있었다고 여겨진 장소에 설치된 것으로부터, 당시의 지명을 취하고 "마토바역"으로 명명된 것이다.
그 후, 1929년에 가스미가세키 컨트리 클럽이 생김에 따라 1930년에 역명을 "가스미가세키역"로 개칭한 것이다.
도쿄 지하철 "가스미가세키 역"로 오인되고 JR이나 다른 사철선 등에서도 실수로 안내하기도 하고 당역쪽이 역사가 오래되어 "가스미가세키 역"을 자칭하고 있다. 그러나 틀리지 않도록 주택, 상업, 광고 등에서는 "도부 가스미가세키 역"이라고 하는 것이 더 쉽다.
당역의 역명 "가스미가세키 역"은 정식 표기로는 "에"이지만, 당역 소재지의 지명 "가스미가세키"와 도쿄 지하철 "가스미가세키 역"의 정식 표기는 "가"이다.

## 사진

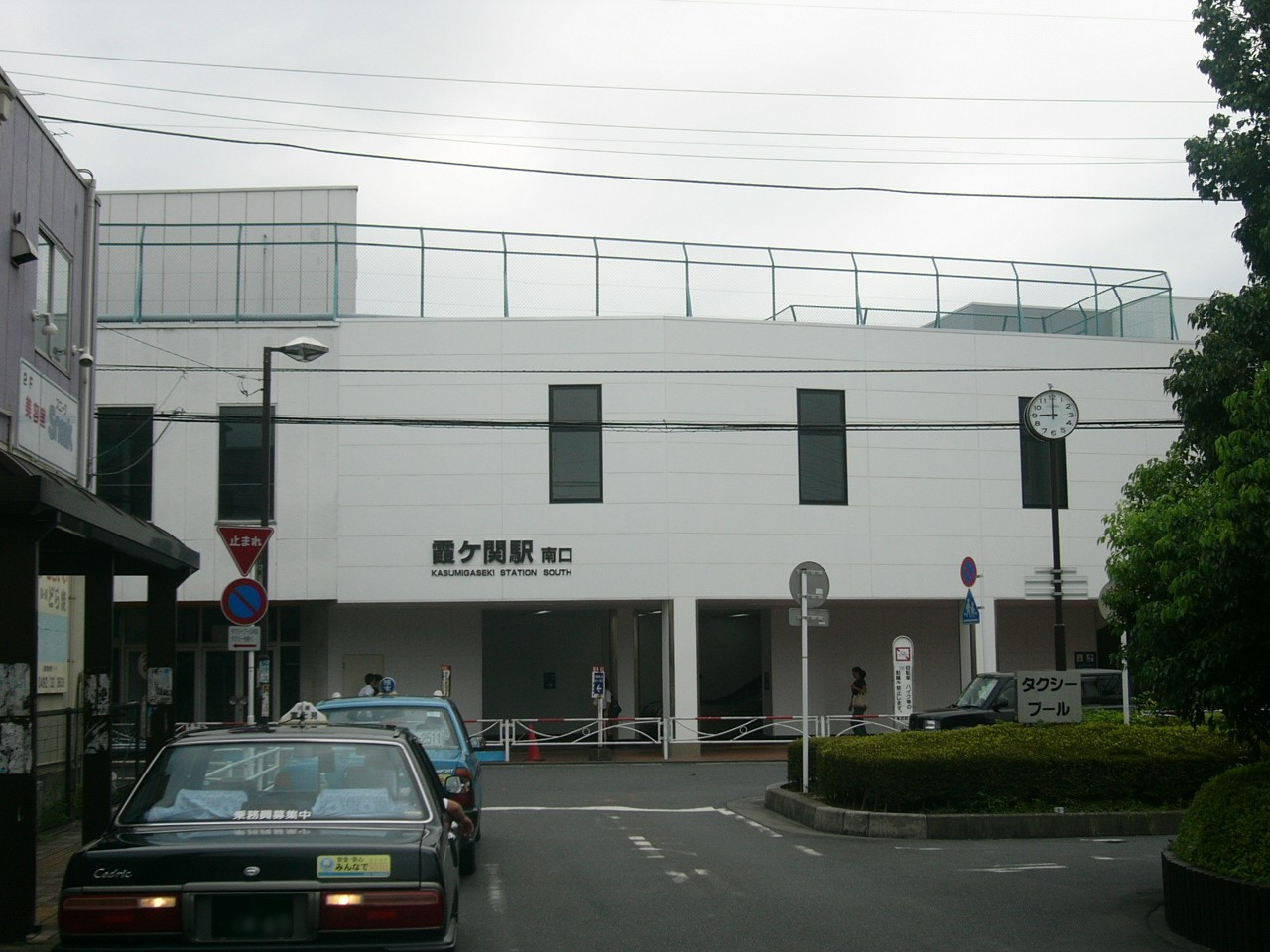
역사 남쪽
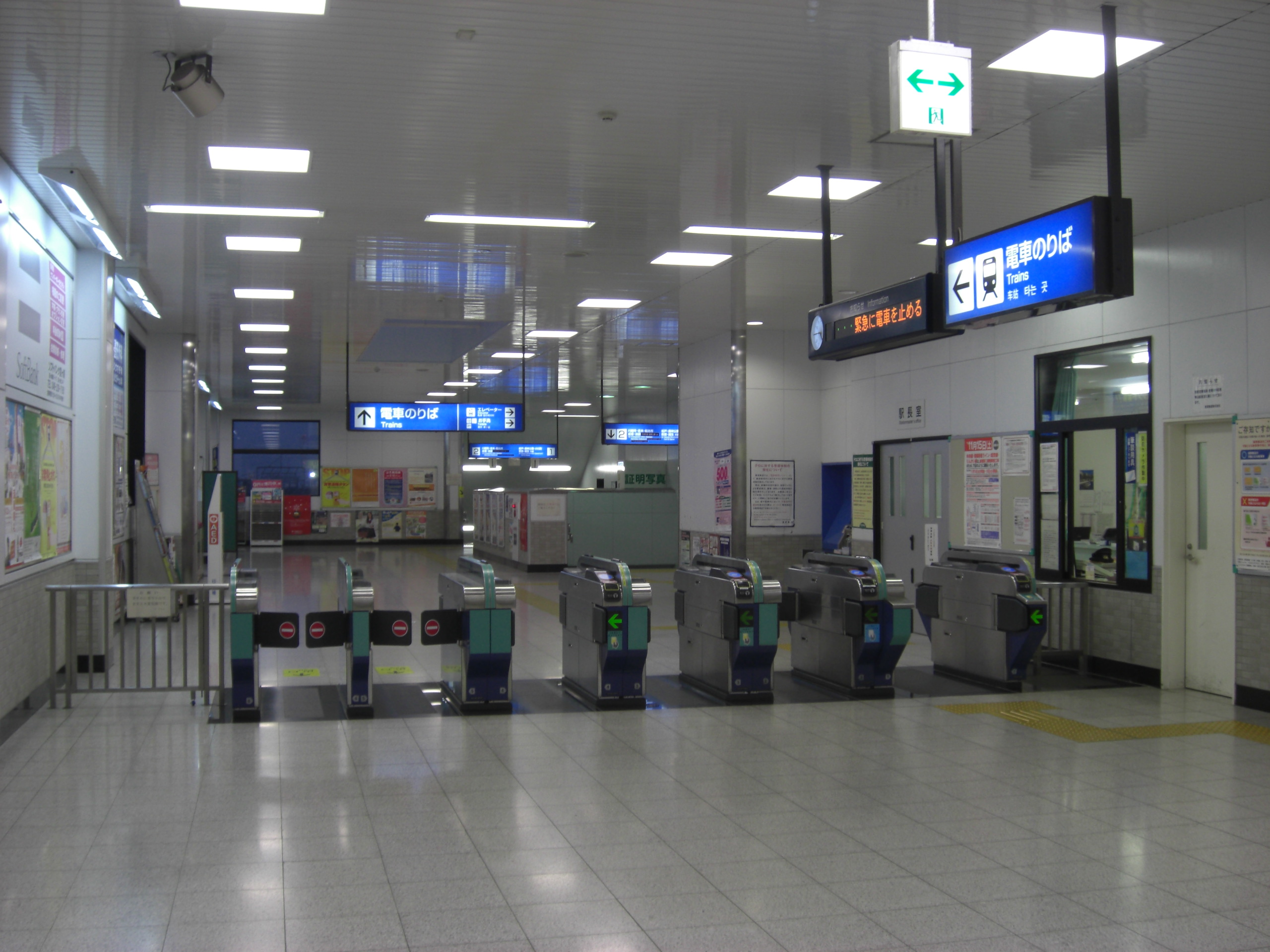
개찰구

## 같이 보기
- 가스미가세키역 (도쿄도)

| 도부 철도 ■ 도조 본선            | 도부 철도 ■ 도조 본선           | 도부 철도 ■ 도조 본선            |
| -------------------------------- | ------------------------------- | -------------------------------- |
| TJ-22 가와고에시 이케부쿠로 방면 | ■ 급행 ■통근 급행 ■ 준급 ■ 보통 | 쓰루가시마 TJ-24 오가와마치 방면 |